# Wanda Maria Weiner
Wanda Maria Weiner – polska entomolożka, profesor nauk biologicznych, specjalistka w zakresie skoczogonków i pierwogonków.

## Życiorys
Stopnień doktora uzyskała w 1978 roku na Uniwersytecie Jagiellońskim, promotorem pracy był Andrzej Szeptycki. Habilitowała się 28 kwietnia 1997 roku w dziedzinie nauk rolniczych (dyscyplina: zootechnika, specjalność: zoologia) na podstawie pracy Generic revision of Onychiurinae with a cladistic analysis w Instytucie Systematyki i Ewolucji Zwierząt Polskiej Akademii Nauk. 18 listopada 2002 roku uzyskała tytuł profesora nauk biologicznych. Była Członkiem Prezydium Polskiej Akademia Nauk. Pracuje w Instytucie Systematyki i Ewolucji Zwierząt Polskiej Akademii Nauk, jej członkiem rady naukowej tegoż instytutu. Jest Przewodniczącym Rady Naukowej Muzeum i Instytutu Zoologii Polskiej Akademii Nauk.

## Dorobek naukowy
Opisała co najmniej 12 nowych gatunków skoczogonków i pierwogonków (zob. lista taksonów opisanych przez W. M. Weiner). Publikowała swoje artykuły naukowe m.in. w: „Acta Zoologica Cracoviensia”, „Annales Zoologici”, „Applied Soil Ecology” „Zoologica Scripta”, „Zootaxa”. Badała m.in. skoczogonki w jaskiniach Pienińskiego Parku Narodowego.

### Wybrane publikacje
- Collembola of the Pieniny National Park in Poland = Collembola Pienińskiego Parku Narodowego (1981)[6]
- Collembola Poduromorpha of Korean Peninsula – current status of the research (1997)[7]
- New data on Ukrainian Oligaphorurini (Collembola: Onychiuridae) with description of three new species of Micraphorura Bagnall, 1949 (współautorka; 2002)[8]
- The Protura of Luxembourg (współautorka; 2003)[9]
- A new species of Protaphorura Absolon, 1901 (Collembola: Onychiuridae: Onychiurinae) from Romania and a redescription of Protaphorura glebata (Gisin, 1952) (współautorka; 2006)[10]